# Plume d’Or 1985
Der Plume d’Or 1985 im Badminton wurde vom 18. bis zum 19. Mai 1985 in A Coruña ausgetragen. Sieger wurde das Team aus Österreich.

## Endstand
| Platz | Team |
| ----- | --- |
| 1     | Österreich |
| 2     | Schweiz |
| 3     | Belgien |
| 4     | Portugal |
| 5     | Frankreich |
| 6     | Israel (Victor Yusim (Kapitän und Trainer), Nissim Duk, Yitzhak Serrouya, Bruria Serrouya, Reuven Moses, Irit Ben Shushan, Jeff Geffen (Delegationsleiter)) |
| 7     | Spanien |